# Hughan Gray
Hughan Gray (1987. március 25. –) jamaicai labdarúgó, a Waterhouse hátvédje.